# Namdaphaglijvlieger
De namdaphaglijvlieger (Biswamoyopterus biswasi)  is een zoogdier uit de familie van de eekhoorns (Sciuridae). De wetenschappelijke naam van de soort werd voor het eerst geldig gepubliceerd door Saha in 1981.

## Voorkomen
De soort komt voor in India.